# Horné Dubové
Horné Dubové és un poble i municipi d'Eslovàquia que es troba a la regió de Trnava, a l'oest del país.

## Història
La primera menció escrita de la vila es remunta al 1262.

## Demografia
| Godina             | 1994 | 2004   | 2014   | 2024   |
| ------------------ | ---- | ------ | ------ | ------ |
| Nombre de persones | 381  | 366    | 379    | 353    |
| Diferència         |      | −3,93% | +3,55% | −6,86% |

| Godina             | 2023 | 2024   |
| ------------------ | ---- | ------ |
| Nombre de persones | 359  | 353    |
| Diferència         |      | −1,67% |